# Verbena hassleriana
Verbena hassleriana — вид трав'янистих рослин родини Вербенові (Verbenaceae), поширений у пд. Бразилії, Уругваї, пн.-сх. Аргентині, Парагваї.

## Опис
Рослина з деревною основою до 100 см заввишки, стебла прямостійні, 4-кутові, жорстко волосисті. Листки на ніжці 8–25 мм, листова пластина 30–150 × 70–35 мм, цілісна, від еліптичних до вузько-яйцюватих, вершина гостра, поля нерегулярно округло-зубчасті, обидві поверхні вкриті короткими жорсткими притиснутими волосками. 
Суцвіття — щільні багатоквіткові колоски, збільшені в плодоношенні. Квіткові приквітки 5–11 мм, вузько-яйцюваті, верхівки гострі, від притиснуто волосистих до майже оголених з війчастими полями. Чашечка довжиною 10–14 мм, жорстко волосиста над жилками, зубчики 2–4 мм. Віночок фіолетовий, бузковий або рожевий, 18–20 мм, зовні війчастий чи із залозистими волосками.

## Поширення
Поширений у пд. Бразилії, Уругваї, пн.-сх. Аргентині, Парагваї.
Населяє болотні, піщані, вологі, кам'янисті поля до 1000 м.